# Атабекян, Левон Николаевич
Левон Николаевич Атабекян или Атабекьян (арм. Լևոն Նիկողայոսի Աթաբեկյան, 15 сентября 1875, Гасапет, Кавказское наместничество — 24 марта 1918, Баку) — врач, общественный деятель и армянский поэт.

## Биография
Происходил из княжеского (меликского) рода Атабекянов, живших в селе Касапет Джеванширского уезда Елизаветпольской губернии (ныне в Мартакертском районе непризнанной НКР). Отец — Николай-бек (Николай Асланович) Атабекян, мать — Гаяне Никитична, урождённая Ганджунцева. Получил образование в Шушинском реальном училище, затем продолжил обучение в Германии, изучая общественные науки в Лейпцигском и Тюбингенском университетах. Медицинское образование получил в университетах Берлина и Цюриха. С 1903 года вёл врачебную и общественно-политическую деятельность в Баку, Тифлисе, Ереване, Елизаветполе, Шуше и других населённых пунктах Закавказья. Благодаря его усилиям в Баку была создана первая туберкулёзная больница.

### Социальная активность
Сначала он был членом партии Дашнакцутюн и стал лидером её молодежного левого крыла. Затем, в 1907 году вступил в ряды партии эсеров  и возглавил организацию армянских социалистов-революционеров. Став членом этой партии, он по-прежнему поддерживал дружеские связи с бывшими однопартийцами-дашнаками. В 1909 году (по другим сведениям в 1910) арестован по обвинению в подпольной революционной деятельности. До 1912 года  находился в тюрьмах Ростова-на-Дону, Елизаветполя, Новочеркасска и Санкт-Петербурга. После Февральской революции 1917 года он был назначен членом Закавказского комиссариата, а затем избран в Закавказский сейм. В 1917 году был избран гласным Бакинской городской думы.
В декабре 1917 года он был вице-президентом Бакинского отделения Армянского национального совета, а позднее стал его рядовым членом.

### Литературная деятельность
С начала 1900-х годов он писал философские, политические четверостишия, стихи и беседы на народные мотивы, которые публиковались в периодических изданиях («Статьи литературы и искусства», «Изобразительное искусство» и др.). В 1913 году в Баку вышел сборник его стихов. Одним из лучших его произведений является поэма «Восстание», которая неоднократно публиковалась и вошла в учебники.  Он предпочитал разговаривать со своими соотечественниками на карабахском диалекте.

### Гибель
Гибель Левона Атабекяна традиционно связывается с так называемыми Бакинскими событиями марта 1918 года. 
Согласно известным версиям  они начались с того момента, когда 27 (15) марта 1918 года на пароходе «Эвелина» из Ленкорани в Баку прибыл отряд из пятидесяти офицеров и солдат Ленкоранского конного дивизиона, сформированного Бакинским Мусульманским Национальным Комитетом, во главе с генералом Талышинским. Цель приезда была участие в похоронах своего сослуживца, Мамеда Тагиева, сына миллионера Гаджи Зейналабдина Тагиева, погибшего в Ленкорани. Бакинский Совет потребовал от офицеров разоружиться в течение 24 часов. 18 марта военнослужащие дивизиона согласились сдать оружие. Однако это требование Бакинского совета вызвало возмущение мусульманского населения города. 30 (18) марта в различных частях города стали сооружаться баррикады и возникать стихийные митинги с требованием вернуть военным конфискованное у них оружие, или же разоружить и другие этнические формирования. Тогда же 30 марта в Баку прибыли вооруженные подразделений мусульманской Дикой дивизии для поддержки сопротивления. 31 (19) марта Руководство «Мусават» уведомило Исполком Бакинского совета о принятии условий предъявленного ультиматума, и утром 1 апреля (20 марта) на азербайджанских домах Баку появились белые флаги. Однако погромы в мусульманских кварталах продолжались. Утром 2 апреля (21 марта) 1918 года  Бакинский совет согласился на перемирие с азербайджанцами, но убийства и грабежи в азербайджанских кварталах продолжались еще до 5 апреля (24 марта) 1918 года.
Судя по дате, 24 марта 1918 года, гибель Атабекяна приходится на самый конец событий, когда уже не менее чем дважды сторонами было объявлено о перемирии. Два гласных Бакинской городской думы, эсеры, врач Левон Атабекян и рабочий С. К. Денежкин, гумметист Рза Нагиев и радист судна Каспийской флотилии С. И. Кулешов в составе группы парламентёров вышли под белым флагом вести переговоры. Но ружейный огонь был открыт с двух сторон. Атабекян, Денежкин и Нагиев были убиты, а Кулешов ранен. Погибших на следующий день хоронили на трёх разных кладбищах: григорианском, русском православном и мусульманском.

## Семья
- Жена — ?
  - Дочь — Маргарита Левоновна Атабекян[арм.]  (22 августа 1917—3 ноября 1996), литературовед, переводчик, кандидат филологических наук, член Союза писателей СССР с 1943.
- Брат — Михаил Николаевич Атабекян[3]
- Дядя по отцу — Нерсес-бек Атабекян (7.04.1837—7.05.1904), у него дочь и 5 сыновей, в их числе депутат 2-й государственной думы Иосиф Атабеков
- Дядя по отцу — Мосес-бек Атабекян (1840—1910), у него дочь и 3 сына, в их числе теоретик анархизма  Александр Атабекян